# Richard Taylor (filósofo)
Richard Clyde Taylor (5 de noviembre de 1919 – 30 de octubre de 2003) fue un filósofo estadounidense, reconocido por sus contribuciones a la metafísica y ética de las virtudes. Era también un apicultor conocido a nivel internacional.

## Carrera
Taylor se doctoró como PhD en la Universidad Brown, donde fue supervisado por Roderick Chisholm. Enseñó en la Universidad de Brown, en la Universidad de Columbia y en la Universidad de Rochester (1965-1985), y visitó más de una docena de instituciones similares. También, se desempeñó como Presidente del Departamento de Filosofía de la Universidad de Rochester (1966-1969). Su libro más conocido fue Metafísica, de 1963. Otros trabajos incluyen: Acción y propósito, de 1966, Bien y mal, de 1970 y Virtue Ethics, de 1991. También escribió ensayos muy influyentes sobre el significado de la vida, que, al igual que Albert Camus, exploró a través del mito de Sísifo.

## Filosofía moral

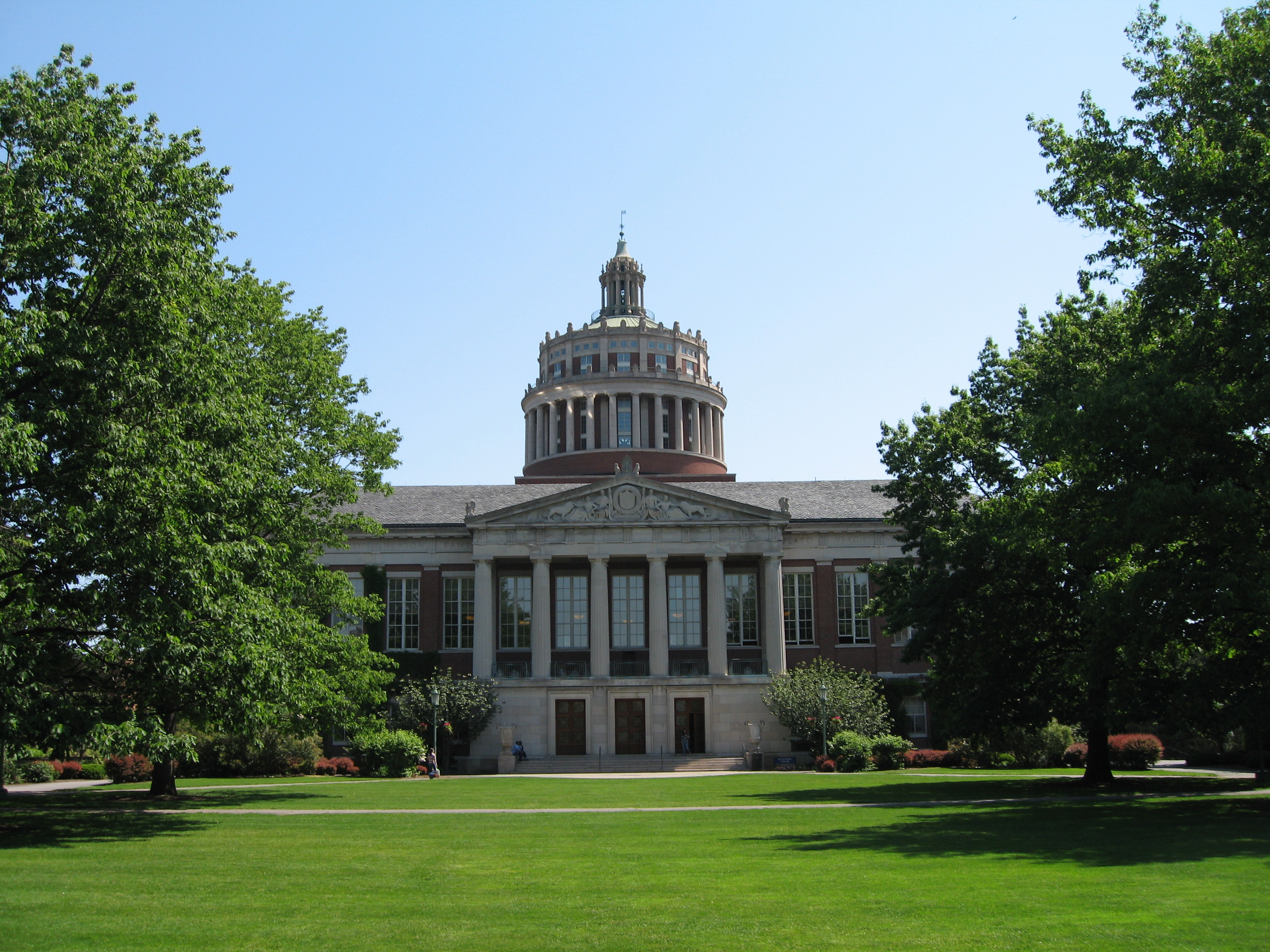
La Rush Rhees Library, biblioteca de la Universidad de Rochester, vista desde el Eastman Quadrangle.

Al igual que los filósofos de la antigua Grecia, Taylor creía que el estudio de la filosofía se define mejor como el amor de sabiduría. Por lo tanto, desestimó las obras filosóficas de Emmanuel Kant, y los Idealistas Alemanes. Creía firmemente que "simplemente no existe el conocimiento filosófico, ni ninguna forma filosófica de conocer nada". 
Sus pensamientos filosóficos fueron influenciados por filósofos tan diversos como: Tales, Epicuro, Platón, Aristóteles y Arthur Schopenhauer. Taylor argumentaba que la "voluntad" o el "esfuerzo" natural de la humanidad por alcanzar el éxito es mucho más fundamental que su "racionalidad." Por lo tanto, alentó a sus estudiantes a aspirar a la excelencia mediante el estudio de las virtudes morales descritas por Aristóteles.
Taylor también se describió a sí mismo como un humanista que simultáneamente abrazo una creencia en Dios derivada de su conciencia de los profundos misterios de la vida en el mundo natural. Por lo tanto, sus obras han sido comparadas con las de Sócrates, Baruch Spinoza y William James.
Taylor siempre fue modesto y sin pretensiones. No eximió sus propios escritos filosóficos de duras críticas. Incluso describió con humor algunos de sus trabajos como de "poca importancia". Más adelante en su carrera académica reexaminó una vez más sus pensamientos filosóficos. A partir de entonces, abrazó el pacifismo a pesar de que sirvió como oficial en un submarino durante la Segunda Guerra Mundial. Por encima de todo, disfrutaba de los intercambios dialécticos con sus alumnos, así como de la práctica de la fantasía socrática en sus conferencias. A sus estudiantes de la Universidad de Rochester siempre les encantaba su costumbre de llegar a sus clases vestidos informalmente con pantalones caqui, un par de botas de trabajo resistentes y una camisa de franela, acompañados por Polly (su fiel dálmata), un termo caliente con té caliente y una Un brillo de buen corazón en sus ojos.
Richard Taylor hizo aportes muy significativos a la ciencia de la apicultura. Era el dueño de trescientas especies de abejas, y desde 1970 produjo mayormente miel. Explicó sus técnicas de manejo en varios libros, incluyendo Las alegrías del cuidado de abejas.
Varios filósofos contemporáneos notables han estudiado con Taylor, entree ellos: Norman Bowie, Mules Brand, Barry Gan, Keith Lehrer y Peter van Inwagen.

## Muerte
Taylor murió a la edad de 83 anos el 30 de octubre de 2003, en su casa de Trumansburg, Nueva York, debido a comlicaciones  derivadas del cáncer de pulmón.

## Publicaciones
Entre las publicaciones de Richard Clyde Taylor se incluyen los siguientes textos:
- The Will To Live: Selected Writings of Arthur Schopenhauer. Editor: Richard Taylor (1962)[18]
- Metaphysics. (1963)[19]
- On The Basis of Morality. Schopenhauer, Arthur. Editores Richard Taylor y E. F. J. Payne (1965)[20]
- "Time, Truth and Morality", Analysis (1965) 137-141 25 en coaturia con Steven Cahn y usando el seudonimo Diodorus Cronus[21]
- Freedom and Determinism. Editor Richard Taylor (1966)[22]
- Action and Purpose (1966)[23]
- "Dare To Be Wise." The Review of Metaphysics (1968) 615-629 21 [24]
- Good and Evil: A New Direction. (1970)[25]
- Freedom, Anarchy and the Law: An Introduction to Political Philosophy. (1973)[26]
- On The Fourfold Root of the Principle of Sufficient Reason. Schopenhauer, Arthur. Introduccion por Richard Taylor.(1974)[27]
- The New Comb Honey Book. (1981)[28]
- Ethics, Faith and Reason (1985)[29]
- Reflective Wisdom. (1989)[30]
- Virtue Ethics: An Introduction. (1991)[31][32]
- Restoring Pride: The Lost Virtue of Our Age. (1996)[33]